# Campeonato Catarinense de Futebol de 2018 - Série C
A Série C do Campeonato Catarinense de Futebol de 2018 foi a 15ª edição da Terceirona do Catarinense que contará com a participação de 8 clubes e foi realizada entre os dias 1 de setembro e 4 de novembro. O Próspera foi campeão após vencer o Itajaí por 2 x 1.

## Regulamento
Conforme a decisão do Conselho Técnico, o Catarinense SICOOB Série C 2018 será disputado por oito clubes, divididos em dois Grupos A e B, e terá três fases: 1ª Fase – Turno e Returno, 2ª Fase – Semifinais e 3ª Fase – Finais.
Na 1ª Fase, Turno e Returno, as equipes se enfrentarão no sistema de pontos corridos, dentro dos grupos, em jogos de ida e volta. Após as seis rodadas, as duas melhores equipes de cada grupo estarão classificadas para a 2ª Fase – Semifinais. Na 2ª Fase – Semifinais e na 3ª Fase – Finais, as equipes se enfrentarão no sistema de confronto eliminatório, jogos de ida e volta.
As equipes que somarem mais pontos ao final dos dois jogos da 2ª Fase – Semifinais, estarão classificadas para a 3ª Fase – Finais. Na 3ª Fase – Finais, as duas equipes classificadas se enfrentarão novamente em dois jogos, ida e volta. As equipes de melhor campanha na soma da 1ª Fase e da 2ª Fases, serão mandantes das partidas de volta nos confronto eliminatório da 3ª Fase – Final.
Na 2ª Fase as equipes que somarem mais pontos ao final dos dois jogos estarão classificadas. Caso haja empate em número de pontos haverá prorrogação de 30 minutos e persistindo o empate, a equipe mandate estará classificada. Na 3ª Fase – Finais, a forma de disputa é idêntica.

## Equipes participantes
| Equipe        | Município      | Em 2017       | Estádio               | Capacidade | Títulos  |
| ------------- | -------------- | ------------- | --------------------- | ---------- | -------- |
| Caçador       | Caçador        | 5º            | Carlos Alberto Neves  | 6 500      | 1 (2012) |
| Carlos Renaux | Brusque        | -             | Augusto Bauer         | 5 000      | 0        |
| Curitibanos   | Paulo Lopes    | 2°            | Antonio Amadeu Moisés | 1 000      | 0        |
| Itajaí        | Itajaí         | -             | Hercílio Luz          | 6 010      | 1 (2016) |
| Jaraguá       | Jaraguá do Sul | 10º (Serie B) | João Marcatto         | 5 270      | 0        |
| Orleans       | Orleans        | 2º            | Osmundino Matheus     | 1 100      | 0        |
| Porto-SC      | Porto União    | 4º            | Módulo Esportivo      |            | 1 (2008) |
| Próspera      | Criciúma       | -             | Mário Balsini         | 4 500      | 1 (2005) |

* O Curitibanos e o Orleans jogarem o Campeonato Catarinense da Terceira Divisão de 2017 de forma conjunta.

## Fase de Grupos

### Grupo A
*Orleans perdeu 3 pontos por decisão do TJD no processo 224/2018

### Grupo B
*Carlos Renaux perdeu 6 pontos por decisão do TJD no processo 225/2018

## Fase Final
|  | Semifinais     | Semifinais | Semifinais | Semifinais |   |        | Final | Final | Final | Final |
|  |                |            |            |            |   |        |       |       |       |       |
|  | Itajaí (pro)   | 0          | 1          | 1          |   |        |       |       |       |       |
|  | Carlos Renaux  | 0          | 1          | 1          |   |        |       |       |       |       |
|  | Carlos Renaux  | 0          | 1          | 1          |   | Itajaí | 1     | 1     | 2     |       |
|  |                |            |            |            |   | Itajaí | 1     | 1     | 2     |       |
|  |                | Próspera   | 1          | 2          | 3 |        |       |       |       |       |
|  | Caçador        | Próspera   | 1          | 2          | 3 | 1      | 1     | 2     |       |       |
|  | Caçador        |            |            |            |   | 1      | 1     | 2     |       |       |
|  | Próspera (pro) | 2          | 0          | 2          |   |        |       |       |       |       |

## Final
O time de melhor campanha na classificação geral tem o direito do mando de campo na segunda partida da final.

### Partida de ida
| 27 de Outubro | Próspera    | 1 – 1 | Itajaí          | Mário Balsini, Criciúma                                              |
| 15:00         | Eduardo 63' |       | 53' Jean Carlos | Público: 1 015 Renda: R$ 12.720,00 Árbitro: Bráulio da Silva Machado |

| Próspera | Itajaí |

### Partida de volta
| 04 de Novembro | Itajaí     | 1 – 2 | Próspera              | Camilo Mussi, Itajaí                                                           |
| 10:30          | Tessio 47' |       | 15' José · 86' Maicon | Público: 631 Renda: R$ 8.155,00 Árbitro: Fernando Henrique de Medeiros Miranda |

| Itajaí | Próspera |

## Premiação
| Campeão da Série C do Campeonato Catarinense de 2018 |
| Criciúma                                             |
| ---------------------------------------------------- |
| Próspera Campeão (2º título)                         |

## Artilharia
Atualizado em 04 de novembro de 2018.
| Gols | Jogador     | Time     |
| ---- | ----------- | -------- |
| 13   | Bruno       | Itajaí   |
| 13   | Jean Carlos | Itajaí   |
| 7    | Erinaldo    | Próspera |
| 4    | Anderson    | Orleans  |
| 4    | Douglas     | Orleans  |
| 4    | Gustavo     | Próspera |
| 4    | Matheus     | Próspera |
| 4    | Renan       | Itajaí   |

## Seleção do Campeonato Catarinense - Série C
| Pos. | Nome            | Clube         |
| ---- | --------------- | ------------- |
| G    | Edmar           | Itajaí        |
| LD   | Mota            | Itajaí        |
| Z    | João Neto       | Próspera      |
| Z    | Téssio          | Itajaí        |
| LE   | Thiago Cristian | Carlos Renaux |
| V    | Jessé           | Próspera      |
| V    | Luiz Renan      | Itajaí        |
| M    | Alisson         | Carlos Renaux |
| M    | Gustavo         | Próspera      |
| A    | Bruno Andrade   | Itajaí        |
| A    | Jean Carlos     | Itajaí        |
| T    | Paulo Baier     | Próspera      |

| Prêmio               | Nome  | Clube    |
| -------------------- | ----- | -------- |
| Craque do Campeonato | Jessé | Próspera |

## Média de público
Estas são as médias de público dos clubes no Campeonato. Considera-se apenas os jogos da equipe como mandante.
| Pos. | Time          | Média |
| ---- | ------------- | ----- |
| 1    | Próspera      | 768   |
| 2    | Caçador       | 527   |
| 3    | Carlos Renaux | 302   |
| 4    | Itajaí        | 279   |
| 5    | Orleans       | 223   |
| 6    | Porto-SC      | 118   |
| 7    | Jaraguá       | 63    |
| 8    | Curitibanos   | 23    |